# ناخودكا
ناخودكا (بالروسية: Находка) هي إحدى مدن روسيا في الكيان الفدرالي الروسي بريمورسكي كراي.

## المناخ
يظهر الجدول التالي التغييرات المناخية على مدار السنة لناخودكا:
| البيانات المناخية لـناخودكا       | البيانات المناخية لـناخودكا | البيانات المناخية لـناخودكا | البيانات المناخية لـناخودكا | البيانات المناخية لـناخودكا | البيانات المناخية لـناخودكا | البيانات المناخية لـناخودكا | البيانات المناخية لـناخودكا | البيانات المناخية لـناخودكا | البيانات المناخية لـناخودكا | البيانات المناخية لـناخودكا | البيانات المناخية لـناخودكا | البيانات المناخية لـناخودكا | البيانات المناخية لـناخودكا |
| الشهر                             | يناير                       | فبراير                      | مارس                        | أبريل                       | مايو                        | يونيو                       | يوليو                       | أغسطس                       | سبتمبر                      | أكتوبر                      | نوفمبر                      | ديسمبر                      | المعدل السنوي               |
| --------------------------------- | --------------------------- | --------------------------- | --------------------------- | --------------------------- | --------------------------- | --------------------------- | --------------------------- | --------------------------- | --------------------------- | --------------------------- | --------------------------- | --------------------------- | --------------------------- |
| الدرجة القصوى °م (°ف)             | 9 (48)                      | 7 (45)                      | 16 (61)                     | 30 (86)                     | 29 (84)                     | 30 (86)                     | 37 (99)                     | 34 (93)                     | 27 (81)                     | 23 (73)                     | 22 (72)                     | 10 (50)                     | 37 (99)                     |
| متوسط درجة الحرارة الكبرى °م (°ف) | −6.2 (20.8)                 | −3.0 (26.6)                 | 2.7 (36.9)                  | 9.4 (48.9)                  | 14.5 (58.1)                 | 18.8 (65.8)                 | 22.2 (72.0)                 | 23.6 (74.5)                 | 20.0 (68.0)                 | 13.5 (56.3)                 | 4.8 (40.6)                  | −2.8 (27.0)                 | 9.9 (49.8)                  |
| المتوسط اليومي °م (°ف)            | −9.3 (15.3)                 | −5.9 (21.4)                 | −0.1 (31.8)                 | 6.1 (43.0)                  | 11.0 (51.8)                 | 15.3 (59.5)                 | 19.0 (66.2)                 | 20.6 (69.1)                 | 17.0 (62.6)                 | 10.5 (50.9)                 | 1.8 (35.2)                  | −6.0 (21.2)                 | 6.9 (44.4)                  |
| متوسط درجة الحرارة الصغرى °م (°ف) | −12.2 (10.0)                | −8.8 (16.2)                 | −3.0 (26.6)                 | 2.8 (37.0)                  | 7.8 (46.0)                  | 12.3 (54.1)                 | 16.2 (61.2)                 | 17.9 (64.2)                 | 14.2 (57.6)                 | 7.7 (45.9)                  | −0.8 (30.6)                 | −8.7 (16.3)                 | 3.9 (39.0)                  |
| أدنى درجة حرارة °م (°ف)           | −27 (−17)                   | −22 (−8)                    | −15 (5)                     | −7 (19)                     | 1 (34)                      | 3 (37)                      | 6 (43)                      | 11 (52)                     | 2 (36)                      | −7 (19)                     | −18 (0)                     | −22 (−8)                    | −27 (−17)                   |
| الهطول مم (إنش)                   | 38 (1.5)                    | 32 (1.3)                    | 37 (1.5)                    | 44 (1.7)                    | 71 (2.8)                    | 102 (4.0)                   | 141 (5.6)                   | 141 (5.6)                   | 105 (4.1)                   | 58 (2.3)                    | 51 (2.0)                    | 40 (1.6)                    | 860 (33.9)                  |
| متوسط أيام هطول الأمطار           | 5                           | 7                           | 9                           | 10                          | 9                           | 14                          | 13                          | 12                          | 10                          | 8                           | 9                           | 6                           | 112                         |
| متوسط الأيام الممطرة              | 0                           | 1                           | 2                           | 9                           | 9                           | 14                          | 13                          | 12                          | 10                          | 8                           | 6                           | 2                           | 86                          |
| متوسط الأيام المثلجة              | 5                           | 6                           | 7                           | 2                           | 0                           | 0                           | 0                           | 0                           | 0                           | 1                           | 3                           | 5                           | 29                          |
| المصدر #1: Primorsky-Meteo        |                             |                             |                             |                             |                             |                             |                             |                             |                             |                             |                             |                             |                             |
| المصدر #2: Weatherbase            |                             |                             |                             |                             |                             |                             |                             |                             |                             |                             |                             |                             |                             |

## توأمة
لناخودكا اتفاقيات توأمة مع كل من:
- أوكلاند
- مايزورو
- محافظة بوكيت (21 سبتمبر 2006 - )
- أوتارو

## أعلام
- فيكتور فايزولين